# Pangasius
Pangasius är ett släkte inom familjen hajmalar. För deras användning som matfisk, se hajmal.

## Arter (urval)
- Pangasius gigas (Mekongjättemal)
- Pangasius bocourti (engelska: basa fish eller bocourti som matfisk i USA, men i Europa kallas den ofta basa eller panga som matfisk)
- Pangasius hypopthalmus (engelska:  iridescent shark eller sutchi catfish bland akvarieentusiaster - tra, swai eller striped catfish som matfisk i USA)
- Pangasius pangasius (engelska: Pangash eller Yellowtail catfish )
- Pangasius miconemus (engelska: Shortbarbel catfish)

De förekommer i stora delar av Asien och vissa arter odlas i sina utbredningsområden samt i USA. Alla lever i sötvatten (ofta i floder) eller i bräckt vatten. De lever av snäckor, musslor, kräftdjur samt fiskar och som vuxen främst av växter. Vandrar såväl med hänsyn till lek som beroende av ﬂodsäsonger. P. pangasius kan bli upp till tre meter lång.